# Резня в Янчжоу
Резня в Янчжоу — конфликт, произошедший в 760 году в Янчжоу. Во время резни в Янчжоу китайские войска под командованием Тянь Шэнгуна убили тысячи иностранных купцов.
Город Янчжоу, расположенный на стыке реки Янцзы и Великого канала, был центром торговли, финансов и промышленности, а также одним из самых богатых городов танского Китая, где проживало большое количество иностранных купцов. В 760 году Дэн Цзиншань (鄧景山), губернатор Хуайнаня, нанял генерала Тянь Шэнгуна (田神功) для подавления восстания в городе, который возглавлял чиновник по имени Лю Чжань (劉展). Когда прибыли войска Тяня, они ограбили жителей, убив тысячи арабских и персидских купцов. Затем Тянь отправился в столицу империи Тан, Чанъань, и подарил императору награбленное золото и серебро.